# مانوئل الکین پاتاررویو
مانوئل الکین پاتاررویو (انگلیسی: Manuel Elkin Patarroyo؛ زادهٔ ۳ نوامبر ۱۹۴۶ – درگذشتهٔ ۹ ژانویهٔ ۲۰۲۵) پزشک و آسیب‌شناس اهل کلمبیا بود.
وی برندهٔ جوایزی همچون جایزه روبرت کخ شده‌بود.